# Нова изненађења за нова поколења
Нова изненађења за нова поколења четврти је студијски албум српске алтернативне рок групе Дисциплина кичме. Снимљен је у новембру 1990. године, објављен 1991. за издавачку кућу ПГП РТБ, а на њему се налази дванаест песама.
Албумска песма Бука у моди нашла се на 88. месту Rock Express листе 100 најбољих песама свих времена југословенске рок музике.

## Списак песама
Музику за све песме радио је Зелени Зуб, изузев песме Земља светлости, чију музику је радила Поп машина.
| №               | Назив                          | Трајање |  |
| 1.              | Химна                          | 4:12    |  |
| 2.              | Бука у моди                    | 3:49    |  |
| 3.              | Да ли знаш за неки други ритам | 5:00    |  |
| 4.              | Гоч, скреч + бубањ             | 2:21    |  |
| 5.              | Човек са високом температуром  | 3:28    |  |
| 6.              | Уфо, грло, нос                 | 4:00    |  |
| 7.              | Земља светлости                | 2:42    |  |
| 8.              | Зар је то све                  | 3:37    |  |
| 9.              | Но мистери ат ол               | 3:37    |  |
| 10.             | Злопамтило                     | 4:12    |  |
| 11.             | Пријатељ са маштом             | 3:08    |  |
| 12.             | Манитуа ми II                  | 4:45    |  |
| Укупно трајање: | Укупно трајање:                | 41:27   |  |

## Учествовали на албуму

### Дисциплина кичме
- Саи Баба (Душан Којић) — бас, вокали и ткст
- Гул Тантор (Срђан Гулић) — бубањ
- Ју Робокапов (Јуриј Новоселић) — саксофон
- Желе Зеркман (Зоран Еркман) — труба

### Гости на албуму
- Зелени Зуб (Душан Којић) — музика, текст и продукција
- Милан Ћирић — сниматељ
- Владимир Жежељ — сниматељ
- Ђука — бубњеви на тракама 2,4,6 и 11
- Биљана Бабић — бубњеви на траци 7
- Маша Жилник — позадински вокали на песмама 8,9 и 10
- Винету — позадински вокали на траци 8